# 무어 공간 (대수적 위상수학)
대수적 위상수학에서 무어 공간(Moore space)과 피터슨 공간(Peterson space)은 특정 차수를 제외한 호몰로지 군(코호몰로지 군)이 모두 자명군인 위상 공간이다. 호몰로지 · 코호몰로지 군에 대한 에일렌베르크-매클레인 공간과 비슷한 개념이다.

## 정의
아벨 군 {\displaystyle G}와 양의 정수 {\displaystyle n\geq 1}에 대하여 무어 공간 {\displaystyle M(G,n)}은 다음과 같은 축소 호몰로지 군을 갖는 위상 공간이다.
{\displaystyle {\tilde {H}}_{i}(M(G,n))={\begin{cases}G&k=n\\0&k\neq n\end{cases}}}
아벨 군 {\displaystyle G}와 양의 정수 {\displaystyle n\geq 1}에 대하여 피터슨 공간 {\displaystyle P(G,n)}은 다음과 같은 축소 코호몰로지 군을 갖는 위상 공간이다.
{\displaystyle {\tilde {H}}^{i}(P(G,n))={\begin{cases}G&k=n\\0&k\neq n\end{cases}}}
문헌에 따라 양쪽 모두 단순 연결 공간이라는 조건이 더 붙기도 한다.

## 성질

### 존재성
{\displaystyle G}가 유한 생성 아벨 군일 경우 무어 공간 {\displaystyle M(G,n)}은 항상 만들 수 있다.:Example 2.40
피터슨 공간은 모든 {\displaystyle (G,n)}에 대해서 항상 존재하지는 않는다. 하지만 만약 {\displaystyle G}가 유한 생성 아벨 군이며 {\displaystyle n\geq 2}라면 피터슨 공간 {\displaystyle P(G,n)}은 항상 존재하며, 추가로 {\displaystyle n\geq 3}이라면 그 호모토피 유형은 {\displaystyle (G,n)}에 의하여 유일하게 결정된다.:§6

## 예
- {\displaystyle M(\mathbb {Z} ,n)\cong S^{n}}
- {\displaystyle M(\mathbb {Z} /2\mathbb {Z} ,1)\cong \mathbb {RP} ^{2}}

## 역사
무어 공간은 1954년 존 콜먼 무어가 언급하였다.:550
1956년 프랭클린 폴 피터슨은 계수가 있는 코호모토피 군을 연구하기 위해 무어 공간을 이용했다.:262

## 같이 보기
- 에일렌베르크-매클레인 공간

## 참고 문헌
1. ↑  Hatcher, Allen (2002). 《Algebraic topology》 (영어). Cambridge: Cambridge University Press. ISBN 978-0-521-79540-1. MR 1867354. Zbl 1044.55001.
2. ↑  Neisendorfer, Joseph A. (2010년 12월). “Homotopy groups with coefficients” (PDF). 《Journal of Fixed Point Theory and Applications》 (영어) 8 (2): 247–338. doi:10.1007/s11784-010-0020-1. ISSN 1661-7738. Zbl 1205.55001.
3. ↑  Moore, John C. (1953년 3월 31일). “On Homotopy Groups of Spaces with a Single Non-Vanishing Homology Group”. 《Annals of Mathematics》 (영어) (1954년 5월) 59 (3): 549–557. doi:10.2307/1969718.
4. ↑  Peterson, Franklin P. (1956년 4월). “Generalized Cohomotopy Groups” (PDF). 《American Journal of Mathematics》 (영어) 78 (2): 259–281. doi:10.2307/2372515.